# سمر السقاف
الدكتورة سمر السقاف هي أول طبيبة سعودية متخصصة في علم التشريح في المملكة العربية السعودية  وتشغل حاليا منصب مدير قسم البرامج الطبية بالملحقية الثقافية السعودية في العاصمة واشنطن - الولايات المتحدة الأمريكية  - وتعُتبر أول سعودية تشغل هذا المنصب. ولقد حصلت على لقب أفضل موظف مثالي في الملحقية الثقافية لعامين متتالين (2011 و 2012) بعد تصويت المبتعثين من خلال موقع (سعوديون في أمريكا).
تُكنى الدكتورة السقاف في أوساط المبتعثين السعوديين في أمريكا بـ «أم المبتعثين» نظير إسهاماتها وخدماتها التي قدمتها منذ ترأسها قسم البرامج الطبية وإسهاماتها الاجتماعية اتجاه المبتعثين في الولايات المتحدة الأمريكية خصوصا في التخصصات الطبية.
قبل انضمامها لطاقم الملحقية الثقافية السعودية في أمريكا، عملت الدكتورة السقاف كطبيبة ومحاضرة أكاديمية في علم التشريح وعلم الأجنة وعلم الأنسجة والجهاز العصبي. إنعكس إسلوبها الحِرفي المتميّز على جودة مخرجاتها في مجالي التعليم والأبحاث خصوصا خبرتها في نظرية التدريس والمهارات العملية لطلاب الطب البشري وطب الأسنان والتمريض والصيدلة.
تُعرف السقاف بمهاراتها القيادية بالإضافة لخبرتها في الإشراف على الدرجات الأكاديمية وتقلدها مناصب رئاسة وإدارة للعديد من اللجان والمجموعات الاستشارية. بالإضافة إلى ذلك، تم ترشيح الدكتورة سمر للكثير من الجوائز على المستوى العالمي من قبل مؤسسات تعليمية وغير ربحية وفازت بالعديد منها خصوصا في المملكة العربية السعودية والولايات المتحدة الأمريكية والإمارات العربية المتحدة.
لديها الكثير من النشاطات خصوصا في دعم برامج المرأة وتطوير المناهج والمساهمة في مد الجسور بين الشرق والغرب إدارة المشاريع الكبيرة.

## التعليم
- دبلوم الدراسات الطبية من جامعة إلينويز - ولاية إلينويز - الولايات المتحدة الأمريكية (2009م)
- درجة الدكتوراة (Ph.D.) في علم التشريح والأجنة – بتقدير امتياز - من جامعة الملك سعود (1996م)
  - عنوان الرسالة: «تأثير الإشعاع على نمو قشرة المخيخ في حيوان الوبر (خنزير غينيا)»
- درجة الماجستير في علم التشريح والأجنة – بتقدير امتياز – جامعة الملك سعود (1993م)
  - عنوان الرسالة: «تركيب قشرة المخيخ في حيوان الوبر (خنزير غينيا)»
- الدكتوراه المهنية في الطب (MD) – بتقدير جيد جداً مع مرتبة الشرف الثانية – جامعة الملك عبدالعزيز (1988م)

## الخبرة العملية الأكاديمية
- أستاذ مشارك (Associate Professor) في علم التشريح - جامعة الملك عبدالعزيز - 2007
- أستاذ مساعد (Assistant Professor) في علم التشريح والأجنة - جامعة الملك عبدالعزيز - 2004
- مساعد أستاذ (Demonstrator) في علم التشريح والأجنة - جامعة الملك عبدالعزيز - 1999

## المناصب القيادية
ترأست أكثر من 20 لجنة في عدد من المؤسسات التعليمية والمؤسسات الأهلية والغير ربحية
| المنصب                            | المؤسسة                                                     | العنوان                                      | الفترة     |
| --------------------------------- | ----------------------------------------------------------- | -------------------------------------------- | ---------- |
| وكيلة الجامعة للشؤون الصحية سابقاً | جامعة الأميرة نورة بنت عبد الرحمن                           | الرياض- المملكة العربية السعودية             | 2015- 2016 |
| مدير قسم البرامج الطبية سابقاً     | الملحقية الثقافية السعودية                                  | واشنطن - الولايات المتحدة الأمريكية          | 2011- 2015 |
| مشرفة قسم التشريح                 | جامعة الملك عبد العزيز                                      | جدة - المملكة العربية السعودية               | 2008-2009  |
| عميدة قسم الطالبات                | جامعة الملك عبد العزيز                                      | جدة - المملكة العربية السعودية               | 2004-2008  |
| رئيس                              | الهيئة التنفيذية - نادي العلوم السعودي                      |                                              | 2008       |
| رئيس                              | لجنة المقابلات - كلية الطب - جامعة الملك عبد العزيز         | جدة - المملكة العربية السعودية               | 2008       |
| وكيلة كلية الطب                   | جامعة الملك عبد العزيز                                      | جدة - المملكة العربية السعودية               | 2000-2004  |
| مستشار غير متفرغ (للجودة)         | كلية البترجي للعلوم الطبية                                  | جدة - المملكة العربية السعودية               | 008 -الآن  |
| مستشار متعاون                     | معهد البحوث والاستشارات (RACI) - جامعة الملك عبد العزيز     | جدة - المملكة العربية السعودية               | 2007-الآن  |
| عضو                               | الجمعية الخليجية للإعاقة                                    |                                              | 2008       |
| عضو                               | مجلس رعاية الأسرة                                           | منطقة مكة المكرمة                            | 2008       |
| عضو                               | المجلس السعودي للجودة                                       | المنطقة الغربية - المملكة العربية السعودية   | 2008-الآن  |
| عضو                               | جمعية التعليم الطبي الأوروبي (AMEE)                         |                                              |            |
| عضو                               | فريق العمل الاستشاري النسائي لمراكز الاحياء                 |                                              | 2008       |
| عضو                               | الهيئة الاستشارية للمستودع الخيري                           |                                              | 2008       |
| عضو                               | جمعية تعزيز الصحة                                           | منطقة مكة المكرمة - المملكة العربية السعودية | 2007       |
| عضو                               | فريق العمل النسائي لرعاية شئون اسر السجناء                  |                                              | 2007       |
| عضو                               | برنامج الأمان الاسري الوطني - مدينة الملك عبد العزيز الطبية | جدة - المملكة العربية السعودية               | 2007-الآن  |

## الخبرة الأكاديمية
الإشراف على طلاب الدراسات العُليا وتدريس عدد من الموضوعات لطلاب الطب البشري وطب الأسنان والتمريض في مستويات دراسية مختلفة منها:
| (1)  | مادة علم التشريح للسنة الثانية الطب البشري وطب الأسنان والتمريض (نظري وعملي) |
| (2)  | مادة علم التشريح للسنة الثالثة الطب البشري (نظري وعملي)                      |
| (3)  | مادة علم الأنسجة للسنة الثانية الطب البشري وطب الأسنان والتمريض (نظري وعملي) |
| (4)  | مادة علم الأنسجة للسنة الثانية صيدلة، تقنية طبية (نظري وعملي)                |
| (5)  | مادة علم الأجنة للسنة الثانية الطب البشري والأسنان والتمريض (نظري وعملي)     |
| (6)  | الإشراف والتدريس لطالبات الماجستير في علم الأشعة وزمالة علم الأعصاب.         |
| (7)  | تدريس مادة مهارات الاتصال                                                    |
| (8)  | تدريس طلبة الماجستير التنفيذي “التشريح التقني”                               |
| (9)  | تدريس مادة الأخلاقيات الطبية                                                 |
| (10) | تدريس “التعليم عن طريق حل المشكلات”PBL Facilitator ، للسنة الثانية طب بشري   |

## الأوراق العلمية المنشورة
1. Faris Yaghmoor1, Ahmed Noorsaeed2, Samar Alsaggaf1, Waleed Aljohani1, Henrieta Scholtzova1, Allal Boutajangout1, and Thomas Wisniewski. "The role of TREM2 in Alzeihemer’s disease and other neurological disorders". (2014). Journal of Alzheimers Disease & Parkinsonism 2161-0460-4-160
2. Abu-zinadah O A , Alsaggaf SO and Shaikh Omar.AM (2013). "Effect of honey on testicular functions in rats exposed to Octaylphenol" .life science. vol 10(1) p979- 984
3. Nesreen A. Rajeh, Nick Plant, Samar M. Al Saggaf, Hamdy A. Aly, Nasra N. Ayuob and Sufian M. ElAssouli (2012). "Acrylamide-mediated subacute testicular and genotoxicity, is it reversible." The Egyptian Journal of Histology, 35:424-436, 40 (1359-2012).
4. Samar M. Alsaggaf, Ghada A. Abdel-Hamid, Magda Hagras and Hamid A. Saleh (2012). "Does Selenium Ameliorate Toxic Effects of Prenatal Aluminium on Brain of Full Term Rat Fetuses". Journal of Animal and Veterinary Advances 11(19): 3588-3592
5. Samar Al-sagaaf , Iman H. Abdel-Aal and Wafaa S. Ramadan(2012). "Postnatal Changes of The Pancreas Under the Effect of Low Protein Diet in Wistar Rats". Ain shamas university faculty of medicine . clinical and scientific Society.
6. Samar M. Alsaggaf, Wafaa S. Ramadan and Siham K. Abunasef (2011). "Does Commercial aloe Vera Protects the Structure of the gastric mucosa against acute nonsteroidal anti-inflammatory drug (diclofenac sodium)-induced damage?". The Egyptian Journal of Histology, Vol. 34, No.1
7. Samar M. Al-Saggaf, Soad Shaker Ali, Nasra Naeim Ayuob, Ashwaq Hassan Batawii and Mohammed Ibrahim Mujalled (2011). "Histological study on the effect of gasoline on guinea pig epidermis: can flavonoid extract reverse this effect?". The Egyptian Journal of Histology, 34:156–165, 14 (1251 - 2011).
8. Adnan A. Al-Marzooa, Nasra N. Ayuob, Basem S. El-Deek, Samar M. Alsaggaf, and Abdulaziz M. Boker (2011). "Perceptions of Medical Students in King Abdulaziz University about Teaching and Learning Modalities; Comparative Cross Sectional Study between Traditional and System-based Curriculum". JKAU: Med. Sci., Vol. 18 No. 3, pp: 17-28 DOI: 10.4197/Med. 18-3.2.
9. Nesreen Rajeh, Samar Al Saggaf, Nasra Ayuob, Sufian ElAssouli(2011). "Characterization of Acrylamide Mediated Testicular Toxicity in Rat: Light and Electron Microscopic Study". Kuwait Medical Journal; 43 (3): 196-205.
10. Al Saggaf, S. et al. “Endoscopic Saphenous Vein Harvesting (ESVH) Versus Open Saphenous Vein Harvesting (OSVH): A Light and Electron Microscopic Study.” Egypt J. Histol., (2010).
11. Faragalla A. A., S. M. Elassouli, S. O. Alsaggaf, K. M. Al Ghamdi and A. M. Kelany (2010). "Effects of Hogna Carolinensis and Phidippus Octopunctatus Spider Venoms on Cultured Heart Cells: Morphological Studies". Ass University. Bull Environ. Res. Vol.13, No.1
12. Samar O. Rabah, Soad S. Ali, Samer M. Alsaggaf, Nasra N. Ayuob. (2010). "Acute Taxol Toxicity: the Effects on Bone Marrow Mitotic Index and the Histology of Mice Hepatocytes". J. Appl. Anim. Res. 38 201-207.
13. Samar AlSaggafa, Soad Shaker Ali, Nasra Naeim Ayuobb, Basem Salama Eldeek, Amira El-haggagya. "A model of horizontal and vertical integration of teaching on the cadaveric heart". Annals of Anatomy 192 (2010) 373–377.
14. Samar M. Al Saggaf, Nasra N. Ayuob, Saod S. Ali and Moustafa Elhamami. (2010). "Endoscopic Saphenous Vein Harvesting (ESVH) Versus Open Saphenous Vein Harvesting (OSVH): A Light and Electron Microscopic Study". Egypt. J. Histol. Vol. 33, No. 2, June, 396 – 406.
15. Samar M. Al Saggaf, Soad S. Ali, Nasra N. Ayuob, Ghada A Abdel-Hamid and Nesreen H. Al-Jahdali. (2010). "Light and Scanning Microscopic Study of the Effect of Car Fuel (Gasoline) Inhalation on Gninea Pig Respiratory System at Station". Research Journal of Medical Sciences 4 (1): 38-47)
16. Samar M. Al-Saggaf, Soad Shaker, Nasra N. Ayuob, Nesreen H. Al-Jahdali and Ghada A Abdel-Hamid (2009). "Effect of Car Fuel (Gasoline) Inhalation on Trachea of Guinea Pig: Light and Scanuing Microscopic Study under Laboratory Conditions". Journal of Animal and Veterinary Advances 8 (11): 2118-2124
17. Mostafa M. El-Naggar, Hassan Nasrat, Hassan Jamal, Samar M. Alsaggaf and Mohamed H. Badawod (2008). "Effect of the Developmental Stage and Thawing Temperature on the Survival and Development of the Vitrified Embryos". Journal of Taibah University Medical Sciences, Vol. 3(2); pp:83-91.
18. Samar M. Alsaggaf (2008). "Study of the Effect of Maternal Obesity on the Structure and Function of Pancreatic Islets in Newborn Rats". JKAU: Med. Sci., Vol. 15 No. 2, pp: 55-66
19. Samar Mohammed . Alsaggaf, Mohammed I. Mujalled and Nesreen H al-Jahdall (2008). "Effect of Car fuel on histological structure of Guinea pigs lung and effectiveness of Vit C in protection against histological changes". Proceeding of the 18th international conference on environmental protection is a must? Alexandria -10-12 May 2008 Egypt . P241-250
20. Dr Samar Alsaggaf, mohammad I Mujalled and Nasreen H. Al-jahdali. "Effect of Gasoline Contact on histological structure of guinea pigs Skin and Effectiveness of Dermovet Cream in protection against histological changes". Proceeding of the 18th international conference on "Enviromental protection is a must " on 10-12 May 2008(Egypt).
21. Mostafa M. El-Naggar, Hassan Nasrat, Hassan Jamal, Samar M. Alsaggaf and Mohamed H. Badawod (2008). "Effect of the Developmental Stage and Thawing Temperature on the Survival and Development of the Vitrified Embryos". Journal of Taibah University Medical Sciences, Vol. 3(2); pp:83-91.
22. Mohammed H. Badawoud, Samar M. Alsaggaf, and Magda M. Hagrasi (2007). "The Effect of Green Tea on the Oxidative Stress and Blood Glucoses Level of Diabetic Rats". JKAU: Med. Sci., Vol. 14 No. 3, pp: 3-11
23. Dr Samar Alsaggaf, Hala Said Salem,Wafa Nichols,Abdel Kader Tonkel and Najlaa Y.A.abo-Zenadah. "Cell death pattern in cerebellum neurons infected with Toxoplasma Gondii". journal of the Egypt Scoiety of Parasitology, Vol,35(3), December 2005.
24. Eiman Al-hazmi,Soad Shaker,Samar Al-saggaf and Slaeh Koraium. "Histological changes of testis in mice after doxorabicin HCI (Adriblastina) Cytotoxic drug administration". The second Saudi symposium for science at KAU March,2004.
25. AL.Saggaf S.M.O, Mustafa AL-Najar. "Variant of the Coracobrachialis Muscle With a Tunnel for the Median Nerve and Brachial Artery". Clinical Anatomy, 2004 Mar,17(2):139-43.
26. Al-Sagaff , Sammar, "Variation in the insertion of extensor hullucis longus muscles folia morphologica”.(2003)Vol.62,No.2,pp.147-155.
27. Sammar Al-saggaf, Fawzia Nayeem, Soad Shaker Ali, Amira Elhaggagy and Khadra Soliman. “ Anatomical cadaveric hearts- integrated horizontal and vertical study”. AMEE Bern.31August to 3September, No.127 (2003).
28. AL.Saggaf S.M.O: "The effect of rosiglitazone and piolitazone on liver in Diabetic and normal albino rats (A biochemical and histological study)", Medical Journal of kasr El-Aini.(2003).
29. AL.Saggaf S.M.O: "Structural effect of the extremely low frequency electromagnetic field on the liver and kidney of mice". The New Egyptian Journal of Medicine, Vol.29, No.3, Supplement 1st September 2003.
30. AL.Saggaf S.M.O: "Role of Garlic (Allium Sativum) Against pneumocytstis.Carinii in Immunosuppresed Rats". KASR ELAINI MEDICAL JOURNAL Vol.,8,No.5,September.2002.
31. AL.Saggaf S.M.O, Hitham Zakai. "Smoking Habits of Students in the Faculty of Medicine and Allied Scienc, King Abdulaziz University". Journal of King AbdulAziz University medical sciences,Vol.10,pp.47.45(1422A.H/2002AD).
32. Al-Sagaff , Sammar, Shahidm Rehana & Nayeem, Fouzi. “Toxic effects of diethyltoluamide and dimethylpthalate creams as mosquito repellents on rabbit’s skin”.J.The anatomical society of India,Vol.50 ,No2,148-152(2001)
33. Fouzia Nayeem, Saggaf S, Krishna G., Rao S. “The prenatal parotid gland”. J.The anatomical society of India, Vol.49, NO.2,155-157(2000).
34. B.Surender Rao, Fouzia Nayeem Syed Yousuf, Samar Al-Saggaf, P.V Gopal Krishna. “The intersex an Anatomical and diagnostic approach”.J.Osmania medical college vol.1, No.2, 1 Apr-Sep 2000.
35. AL.Saggaf S.M.O: Telmessani A.K,Abu Alazem.S;Osman;O.H. “Acute toxicity study of dialyzed garlic in adult albino mice”. J.Egypt.SOC.pharmacol.EXP.Ther ;vol.19, No .2,July 2000.
36. AL.Saggaf S.M.O: Telmessani A.K,Abu Alazem.S;Osman;O.H and Faied A.G.S.“Assessment of Cytoprotective effect of garlic against experimental gastric ulceration in albino rats”. J.Egypt .SOC.pharmacol .EXP.Ther.,vol.19, No.2 ,July 2000.
37. AL.Saggaf S.M.O: “Effect of Irradiation on the development of the cerebellar cortex of Guinea pig” .PhD thesis, 1997.
38. AL.Saggaf S.M.O: “Structure of cerebellar cortex of Guinea pig M.S.C” thesis at 1993.

## المشاركة في المؤتمرات والندوات العلمية
| المساهمة | المؤسسة/المنظمة | العنوان                                  | التاريخ     |
| --- | --- | ---------------------------------------- | ----------- |
| مشاركة بورقة عمل | المؤتمر الدولي الثامن عشر “حماية البيئة ضرورة من ضروريات الحياة”                                                                                            | الإسكندرية - جمهورية مصر العربية         | مايو 2008   |
| مشاركة بورقة عمل بعنوان “التدخل الطبي المبكر وأثره على الإعاقة”                                                                                    | الملتقى الثامن للجمعية الخليجية للإعاقة - (الإعاقة والخدمات ذات العلاقة)                                                                                    | إمارة الشارقة - الإمارات العربية المتحدة | مارس 2008   |
| حضور ورشة | ورشة عمل خاصة بالتقنيين والتنظيم النهائي للأهداف الاستراتيجية لمشروع تطوير مكة المكرمة                                                                      | جدة - المملكة العربية السعودية           | فبراير 2008 |
| الترشيح ضمن 50 امرأة لبرنامج التبادل الانتخابي الأمريكي                                                                                            | برعاية مبادرة الشراكة للشرق الأوسط، التابعة لوزارة الخارجية الأمريكية، والجامعة الأمريكية                                                                   |                                          | 2008        |
| مشاركة | اللقاء العلمي “الوقود والبيئة” - الغرفة التجارية | جدة - المملكة العربية السعودية           | نوفمبر 2007 |
| مشاركة بورقة عمل بعنوان "تجربة شطر الطالبات ـ بجامعة الملك عبد العزيز بالمملكة العربية السعودية ـ في تنوع الفرص التدريبية لأعضاء الهيئة التعليمية” | المنظمة العربية للتنمية الإدارية بالملتقى العربي الأول "تطوير وبناء القدرات لأعضاء هيئة التدريس بالجامعات العربية"                                          | تونس                                     | أغسطس 2007  |
| حضور | الاجتماع السادس والخمسين للندوة العامة للاتحاد العالمي لجمعية طلاب الطب ” IFMSA ”                                                                           | كانتبري - المملكة المتحدة                | أغسطس 2007  |
| مشاركة | الاجتماع التأسيسي لـ “منتدى أكاديمي خليجي” | الرياض - المملكة العربية السعودية        | مايو 2007   |
| المشاركة بورقة عمل “انجازات النادي العلمي السعودي في مجال العمل التطوعي الاجتماعي العلمي”                                                          | المؤتمر السعودي الثاني للتطوع المنعقد بجمعية الهلال الأحمر السعودي                                                                                          | الرياض - المملكة العربية السعودية        | 2007        |
| المشاركة بورقة عمل مشتركة بعنوان ”انطلاقه إدارية بين شطر الطلاب وشطر الطالبات: اليوم والغد”                                                        | الندوة العلمية المتخصصة ”إدارة أقسام الطالبات بالجامعات … التحديات والطموح” - أقسام الطالبات بجامعة الملك فيصل بالدمام بالتعاون مع الجمعية السعودية للإدارة | الدمام - المملكة العربية السعودية        | مارس 2006   |
| ترشيح وحضور | برنامج الزائر الدولي - وزارة الخارجية الأمريكية | أمريكا                                   | 2006        |
| المشاركة في ورشة عمل مشتركة بمنتدى وورش عمل "المرأة وأهداف الألفية للتنمية" بعنوان "التعليم والتمكين أداة للتنمية"                                 | برنامج الأمم المتحدة الإنمائي | الرياض - المملكة العربية السعودية        | ديسمبر 2005 |
| مشاركة | اللقاء الخامس للحوار الفكري المنظم بمركز الملك عبد العزيز للحوار الوطني - "نحن والآخر: رؤية وطنية للتعامل مع الثقافات الأخرى"                               | عسير - المملكة العربية السعودية          | ديسمبر 2005 |
| دعوة وحضور | مهرجان (أيام سعودية) - سفارة خادم الحرمين الشريفين في بريطانيا                                                                                              | مانشستر - المملكة المتحدة                | يوليو 2005  |
| مشاركة | لقاء الخبراء الوطني حول العنف الأسري |                                          | مايو 2005   |
| مشاركة بورقة عمل "التخطيط نحو التطوير: القياس منار التطوير"                                                                                        | المؤتمر العربي الأول "استشراف مستقبل التعليم" | شرم الشيخ - جمهورية مصر العربية          | أبريل 2005  |
| مشاركة بورقة عمل “شطر الطالبات والتخطيط نحو التطوير واستحداث برامج دراسية جديدة”                                                                   | ورشة عمل طرق تفعيل وتوثيق الآراء للأمير عبد الله بن عبد العزيز حول التعليم العالي                                                                           |                                          | يناير 2005  |
| المشاركة بورقة عمل منشورة | المؤتمر السعودي الثاني للعلوم بجامعة الملك عبد العزيز | جدة - المملكة العربية السعودية           | 2005        |
| حضور | ورشة عمل عن أساسيات التراخيص والاعتماد الأكاديمي بالتعليم العالي                                                                                            | الرياض - المملكة العربية السعودية        | أبريل 2004  |
| المشاركة بورقة عمل "التخطيط نحو التطوير، رؤية شطر الطالبات نحو الهيكلة الأكاديمية"                                                                 | ورشة العمل الهيكلة الأكاديمية |                                          |             |
| المشاركة بورقة عمل | المؤتمر السعودي الحادي عشر للعلوم العصبية بالاجتماع الثالث للجمعية السعودية لمكافحة الصرع                                                                   |                                          |             |
| مشاركة | حلقة نقاش "ميثاق المهنة للأستاذة الجامعية" - مركز تطوير التعليم الجامعي                                                                                     |                                          | فبراير 2004 |
| المشاركة بورقة عمل منشورة | مؤتمر التعليم الطبي الأوربي (AMEE) | سويسرا                                   | 2003        |

## الجوائز والتقديرات العالمية ورسائل الشكر
| الجائزة/الترشيح | المؤسسة                                                                  | العنوان                                       | التاريخ            |
| --- | ------------------------------------------------------------------------ | --------------------------------------------- | ------------------ |
| الدبلوماسية الطبية - جائزة كلية الطب والعلوم الطبية | جامعة جورج واشنطن                                                        | مقاطعة واشنطن - الولايات المتحدة الأمريكية    | 2013               |
| جائزة تعليم طب الأسنان الدولي | جامعة نيويورك                                                            | ولاية نيويورك - الولايات المتحدة الأمريكية    | 2013               |
| الدكتوراة الفخرية | جامعة سانت جوزيف                                                         | - ولاية كنكتيكت - الولايات المتحدة الأمريكية  | 2013               |
| جائزة أفضل 100 شخصية قيادية |                                                                          |                                               | 2012               |
| شهادة تقديرية | جامعة إيموري                                                             | ولاية جورجيا - الولايات المتحدة الأمريكية     | 2012               |
| شهادة تقديرية | كلية ماساتشوستس                                                          | ولاية ماساتشوستس - الولايات المتحدة الأمريكية | 2012               |
| شهادة تقديرية | جامعة تفست                                                               | ولاية ماساتشوستس - الولايات المتحدة الأمريكية | 2012               |
| جائزة أفضل بحث علمي | جامعة الملك عبد العزيز                                                   | جدة - المملكة العربية السعودية                | 2012               |
| ترشيح - أفضل إمرأ دولية | كلية ديمون                                                               | ولاية نيويورك - الولايات المتحدة الأمريكية    | 2012               |
| جائزة الموظف المثالي | الملحقية الثقافية السعودية                                               | مقاطعة واشنطن - الولايات المتحدة الأمريكية    | 2012               |
| جائزة الموظف المثالي | الملحقية الثقافية السعودية                                               | مقاطعة واشنطن - الولايات المتحدة الأمريكية    | 2011               |
| جائزة الباحث المتميز | جامعة الملك عبد العزيز                                                   | جدة - المملكة العربية السعودية                | 2011               |
| ترشيح - برنامج الزائرة الدولية | وزارة الخارجية الأمريكية                                                 |                                               | 2010               |
| سيكس سيجما - الحزام الأخضر | منظمة سيكس سيجما العالمية                                                |                                               | 2010               |
| تم التعريف بها في موسوعة شخصيات أكاديمية |                                                                          |                                               | 2009               |
| شكر من أمير منطقة مكة المكرمة خالد الفيصل | ورشة عمل - استراتيجية شاملة لتطوير منطقة مكة المكرمة                     | مكة المكرمة - المملكة العربية السعودية        | 2008               |
| شكر وتقدير من مدير معالي مدير الجامعة لحصول مكتب عميدة شطر الطالبات على شهادة ” الآيزو الدولية (2000-9001 ISO) | جامعة الملك عبد العزيز                                                   | جدة - المملكة العربية السعودية                | مارس 2008          |
| تهنئة من وزير التعليم العالي | لحصول مكتب عميدة شطر الطالبات على شهادة ” الآيزو الدولية (2000-9001 ISO) |                                               | مايو 2007          |
| شكر وتقدير من امين محافظة جدة على حسن التخطيط وتقديم الاولوية لمشاريع تحسين وتطوير محافظة جدة |                                                                          | جدة - المملكة العربية السعودية                | فبراير 2007        |
| ترشيح - فئة المرأة الادارية العربية المميزة | جائزة الأمير محمد بن راشد آل مكتوم للادارة العربية                       | إمارة دبي - الإمارات العربية المتحدة          | 2007               |
| تكريم- المسيرة العلمية والفكرية | اللجنة العلمية لصالون غازي الثقافي العربي بالدورة السادسة عشر            |                                               | 2007               |
| حصل مكتب العميدة في فترة عمادتها على شهادة الأيزو (9001-2000) |                                                                          |                                               | 2007               |
| ترشيح - لقب ” المتخصصة الصحية المتميزة عالمياً | جائزة المركز الدولي البيوغرافي التابع لجامعة كامبردج                     | المملكة المتحدة                               | 2007               |
| شكر وتقدير من مدير الإدارة العامة للتربية والتعليم للبنات بمنطقة مكة المكرمة/ جدة للجهود في المشاركة في انجاح البرنامج التوعوي التربوي المشترك بين شعبة التربية الخاصة وجامعة الملك عبد العزيز بمناسبة الاحتفاء (باليوم العالمي للمعاقين لعام 2006م) |                                                                          |                                               | ديسمبر 2006        |
| شكر وتقدير من معالي مدير الجامعة عن مشاركة شطر الطالبات في معرض “عمل المرأة الثالث” الذي أقيم بمركز جدة الدولي للمعارض والمؤتمرات | جامعة الملك عبد العزيز                                                   | جدة - المملكة العربية السعودية                | فبراير 2006        |
| شكر وتقدير من مدير عام إدارة التربية والتعليم للبنات بمنطقة مكة/ جدة للمساهمة في تفعيل أنشطة وحدة التربية الإسلامية |                                                                          |                                               | سبتمبر 2005        |
| شكر وتقدير من معالي مدير الجامعة الإصدار الأول لكتيب لجنة شطر الطالبات الاستشارية | جامعة الملك عبد العزيز                                                   | جدة - المملكة العربية السعودية                | أبريل 2005         |
| شكر وتقدير من معالي مدير الجامعة على تقرير فترة التكليف وكيلة لكلية الطب والعلوم الطبية خلال الفترة (2/2/1420هـ- 2/2/1424هـ) | جامعة الملك عبد العزيز                                                   | جدة - المملكة العربية السعودية                | أبريل 2005         |
| شكر وتقدير من رئيسة القسم النسائي للجمعية الخيرية لتحفيظ القران الكريم بجدة، للدعم المتواصل للجنة التوعية الإسلامية العامة بجامعة الملك عبد العزيز                                                                                                   |                                                                          |                                               | مارس 2005          |
| شكر وتقدير من المديرة العامة للفرع النسائي بمعهد الإدارة العامة على الجهود والتعاون باستضافة حلقة “القيادة والإبداع الإداري |                                                                          |                                               | مارس 2005          |
| شكر وتقدير من معالي مدير الجامعة لورشة العمل المقترحة بشأن تفعيل وثيقة الآراء المقدمة من صاحب السمو الملكي الأمير عبد الله بن عبد العزيز ولي العهد نائب رئيس مجلس الوزراء رئيس الحرس الوطني                                                          | جامعة الملك عبد العزيز                                                   | جدة - المملكة العربية السعودية                | فبراير 2005        |
| شكر وتقدير من أمين عام جمعية مركز الأحياء بمحافظة جدة على الجهد المبذول في حفل اللقاء التعريفي لجمعية مراكز الأحياء |                                                                          |                                               | مايو 2004          |
| شكر وتقدير من معالي مدير الجامعة ا. د. أسامة بن صادق طيب لمتابعة إنجاز مزلقانات لذوات الاحتياجات الخاصة | جامعة الملك عبد العزيز                                                   | جدة - المملكة العربية السعودية                | جانوري 2004        |
| شكر وعرفان من (وكالة عمادة شؤون الطالبات) متمثلة في وكيلة شؤون الطالبات للأنشطة الطلابية د. ريم أبو راس لمساهمتها في إنجاح فعاليات “حملة التضامن الوطني ضد الإرهاب” لعام 1425-1426هـ                                                                 |                                                                          |                                               |                    |
| تعريف خاص في العدد 22/ 12/ 2003م | منظمة Who`s Who in the World                                             |                                               | 2003               |
| شكر وتقدير من مديرة اللجنة النسائية لهيئة الإغاثة الإسلامية العالمية بالمملكة العربية السعودية على الجهود المتمثلة في إقامة طبق خيري لدعم أعمال الخير ومساعدة حالات الأسر المحتاجة داخل المملكة                                                      |                                                                          |                                               | ديسمبر 2003        |
| شكر وتقدير من أمير منطقة مكة المكرمة ورئيس اللجنة العامة للمشروع الوطنبي للتدريب والتوظيف للجهود المقدمة خلال فترة تكليفها أمينة للمجلس الاستشاري النسائي للمشرو ع                                                                                   |                                                                          |                                               | أكتوبر 2003        |
| شكر وتقدير من معالي وزير الصحة | حفل التميز والوفاء للعام الدراسي (1423/1424هـ)                           |                                               | 2003               |
| شكر وتقدير من الندوة العالمية للشباب الإسلامي للجهود المبذولة والتعاون |                                                                          |                                               | 2003               |
| شكر وتقدير من عميدة قسم الطالبات بالإنابة د. سهام الصياد على العطاء المميز خلال الإعداد والتنفيذ لإختبارات القبول لعام 1421/1422هـ والتي عقدت في الفترة من 17-18/3/1421هـ                                                                            |                                                                          |                                               | 2001               |
| ثلاث مرات - جائزة أحسن طبيب مقيم للتفوق العلمي | جامعة الملك سعود                                                         | الرياض - جامعة الملك سعود                     | 1993 - 1994 - 1995 |

## لقاءات مُختارة (يوتيوب)
- مقابلة الدكتورة سمر السقاف في برنامج «السعوديات غير» على قناة الآن الفضائية

https://www.youtube.com/watch?v=guPfwPmfKtE
- أم المبتعثين د. سمر السقاف تتحدث - في فقرة بعنوان Sparkle - عن أبرز محطات التحول في حياتها والتي قادتها للنجاح في مؤتمر متجاوز بشيكاغو 2013

https://www.youtube.com/watch?v=N01Fi9fIxjE
- الدكتورة سمر السقاف في برنامج «ياهلا أمريكا» على قناة روتانا الخليجية

https://www.youtube.com/watch?v=oRYK1Y9B3CE
- لقاء الدكتورة سمر السقاف مع صحيفة طب الإلكترونية - يوم المهنة الطبي السادس

https://www.youtube.com/watch?v=z8x9h-3xnbU